# Club Sportivo Sergipe
Club Sportivo Sergipe is een Braziliaanse voetbalclub uit Aracaju in de staat Sergipe. 

## Geschiedenis
De club werd opgericht op 17 oktober 1909 door ontevreden leden van Cotinguiba EC, waardoor Sergipe de tweede oudste club van de staat is. Echter zijn er ook bronnen die zeggen dat de club enkel maar opgericht werd om concurrentie te hebben voor de bestaande club. Aanvankelijk deed de club voornamelijk aan roeien. In 1916 werd er ook met een voetbalafdeling gestart. Bij de eerste editie van het Campeonato Sergipano moest de club nog zijn meerdere erkennen in Cotinguiba en ook de volgende edities kon de club nog niet winnen, maar na de titel van 1922 groeide de club uit tot de meest succesvolle van de staat. Na de titel van 1943 duurde het maar liefst twaalf jaar voor de volgende titel zou volgen, het was de laatste keer dat de club zo lang droog stond. Door het opkomst van Santa Cruz en stadsrivaal Confiança speelde de club wel een tijdlang een bijrol.  
In 1962 nam de club als staatskampioen van 1961 deel aan de Taça Brasil, de eerste landelijke competitie die sinds 1959 georganiseerd werd. Sergipe verloor in de eerste ronde van CRB. Ook bij de tweede deelname in 1965 was CRB de boosdoener voor de club. Bij de laatste deelname in 1968 was er een groepsfase met Bahia en CSA, maar hier werd de club laatste. 
De jaren zeventig begonnen goed met vijf titels tussen 1970 en 1975. Rond die tijd startte ook de huidige nationale competitie, de Série A. Tot 1986 mochten staatskampioenen en de beste teams uit competities deelnemen waardoor Sergipe negen seizoenen bij de elite speelde, maar bij de grote clubs werd Sergipe toch te licht bevonden. De beste notering kwam er in 1983 met een 26ste plaats op 44 clubs. Tot begin jaren negentig mochten ook clubs uit alle staten in de Série B spelen, maar hier kon de club wel enkele jaren later standhouden. In de staatscompetitie won club van 1991 tot 1996 maar liefst zes keer op rij de titel en in de Série B eindigde de club in 1994 en 1995 achtste en zesde. In 1996 eindigde de club op een degradatieplaats, maar omdat Fluminense dat jaar uit de Série A degradeerde besloot de voetbalbond de club te redden door dat jaar geen clubs te laten degraderen waardoor ook Sergipe gered was, echter was het slechts uitstel van executie want degradatie volgde het jaar erop. De club nam ook geregeld deel aan de Copa do Brasil, maar kon daar nooit verder dan de tweede ronde geraken. In 2001 speelde de club nog één seizoen in de Série B. Tot 2005 speelde de club nog in de Série C.
Na de laatste staatstitel in 2003 eindigde de club wel nog zes jaar op rij in de top drie maar kon niet winnen. In 2008 nam de club nog één keer deel aan de Série C, maar het jaar erop werd de Série D ingevoerd als laagste nationale reeks. In het eerste seizoen van die competitie eindigde de club negende. Doordat de club in de staatscompetitie slecht presteerde konden ze zelfs niet meer nationaal spelen. In 2013 kwam hier verandering in toen ze nog eens kampioen werden. In de Série D bereikten ze de tweede fase, waar ze door Tiradentes uitgeschakeld werden. In 2016 won de club opnieuw de titel.

## Erelijst
Campeonato Sergipano
1922, 1924, 1927, 1928, 1929, 1932, 1933, 1937, 1940, 1943, 1955, 1961, 1964, 1967, 1970, 1971, 1972, 1974, 1975, 1982, 1984, 1985, 1989, 1991, 1992, 1993, 1994, 1995, 1996, 1999, 2000, 2003, 2013, 2016, 2018, 2021